# 타카오 사키코
타카오 사키코(高尾 祥子, たかお さきこ, 1980년 3월 12일~)는 일본의 배우이다.